# Acronicta carola
Acronicta carola là một loài bướm đêm trong họ Noctuidae.